# Раймунд III (граф Тулузы)
Раймунд III Понс (фр. Raymond Pons, умер после 944) — граф Тулузы (924—после 944), герцог Аквитании, маркиз Готии и граф Оверни (932—после 942), сын Раймунда II Тулузского и Гинидильды.

## Биография
В 924 году умер граф Раймунд II, и Раймунд III Понс получил в наследство графство Тулуза. Раймунд Понс также использовал титул графа Альби и Нима, хотя его дядя Эрменгол Руэргский был сюзереном над этими графствами.
Уже в 924 году Раймунду III Понсу пришлось бороться с нападением на свои владения большого войска венгров. В этом году венгры, которые ранее разграбили Северную Италии и сожгли Павию, перешли Альпы и вторглись в Окситанию, разоряя всё на своём пути. Они дошли до Тулузы, однако, ослабленные эпидемией, обрушившейся на их войско, они были разбиты графом Тулузы. Возможно, какую-то значительную роль в разгроме венгров сыграл и граф Ампурьяса и Руссильона Госберт.
В первый же год своего правления Раймунду III удалось добиться от графа Каркассона Акфреда II признания тем вассальной зависимости от правителей Тулузы. Однако попытки Раймунда поставить под свой личный контроль богатые каркассонские монастыри окончились безрезультатно из-за сопротивления этому местного епископа Гимера и архиепископов Нарбонны, в митрополию которых входила Каркассонская епархия. 
Раймунд Понс также претендовал на титул герцога Аквитании и оспаривал его у Гильома III. Впоследствии претензии на Аквитанию передались Раймунду II Руэргскому, племяннику Раймунда Понса. После смерти герцога Аквитании Гильома II в 926 году, а затем Акфреда в 927 году, Раймунд III Понс предъявил свои права на Аквитанию и начал борьбу с Эблем Манцером, который захватил герцогство, не имея на него законных прав. Раймунду временно удалось занять Овернь, Жеводан и Готию, но в результате эта война оказалась для Раймунда неудачной и вскоре его противник герцог Гильом III захватил Овернь.
В 932 году Раймунд Понс вместе со своим дядей  графом Руэрга и его соправителем в Готии Эрменголом, и герцогом Гаскони Санчо IV принёс оммаж королю Западно-Франкского королевства Раулю. За поддержку Рауль назначил его герцогом Аквитании, маркизом Готии и графом Оверни.
В 936 году Раймунд основал монастырь в Шантего. В этом же году он передал Аквитанию, Готию и Овернь своему племяннику Раймунду II.
В 937 году, вскоре после смерти короля Рауля, венгры снова вторглись во Францию, но были опять разбиты Раймундом III Понсом.
В 944 году в Аквитанию вступили Гуго Великий и король Людовик IV. Последний встретился с Раймундом Понсом, присягнувшим ему на верность, и подтвердил его права на все владения, после чего Раймунд стал обладать законными правами на Ним, Альби, Юзес, Безье, Агд и Каркассон.
Раймунд III Понс скончался между 944 и 969 годами, передав графство Тулуза своему сыну Раймунду IV. Маркизат Готия и герцогство Аквитания перешли к его двоюродному брату Раймунду II Руэргскому.

## Брак и дети
Жена: Герсенда (умерла после 972 года), вероятно, дочь Гарсии II Гасконского:
- Раймунд IV (925/930—972) — граф Тулузы.
- Также есть версия, что Понс, граф Альби был сыном Раймунда III Понса или Раймунда (IV).
- Возможно, дочерьми Раймунда Понса был четыре сестры, упоминаемые 4 октября 978: Адела (ум. после 29 марта 990), муж — Матфрид, виконт Нарбонны; Арсинда; Эрмесинда и Герсенда.

В работах историков вплоть до середины XX века преобладало мнение, что единственным сыном и наследником Раймунда III Понса был граф Гильом III Тайлефер. Однако с обнаружением хартий, данных графами Тулузы Раймундом (IV) и Раймундом (V), в настоящее время считается, что Гильом III был, вероятнее всего, правнуком графа Раймунда III.